# ICLIP
iCLIP  (engl. individual-nucleotide resolution Cross-Linking and ImmunoPrecipitation ‚Quervernetzung und Immunpräzipitation mit Einzelnukleotid-Auflösung‘) ist eine Methode der Biochemie zur Bestimmung von Protein-RNA-Interaktionen. Solche Interaktionen finden z. B. bei Ribonukleoproteinen und Mikro-RNA-enthaltenden Proteinkomplexen statt.

## Prinzip
Die ICLIP verwendet eine Kombination aus verschiedenen Methoden. Nach einer Quervernetzung der RNA-Proteinkomplexe in Zellkulturen unter UV-Licht können die aneinander gebundenen Moleküle nach einem Zellaufschluss gemeinsam aufgrund der selektiven Bindung des Proteinanteils an vorhandene Antikörper im Zuge einer Immunpräzipitation isoliert werden. Die vernetzten RNA-Protein-Moleküle werden zum späteren Nachweis anhand einer Radioaktivität einer Markierung des RNA-Anteils mit radioaktivem Phosphor unterzogen. Im Anschluss erfolgt eine Proteinreinigung per SDS-PAGE mit Nachweis per Western Blot. Die Komplexe werden von der Blotmembran extrahiert, um durch einen Proteinase-K-Verdau der Proteinanteile der vernetzten Komplexe die zuvor vernetzte RNA freizusetzen. Die RNA wird per Phenol-Chloroform-Extraktion gereinigt und in einer RT-PCR zur Erzeugung von cDNA mit derselben Abfolge der Nukleinbasen eingesetzt. Die cDNA wird in einer DNA-Polyacrylamid-Gelelektrophorese mit anschließender Gelextraktion und Ethanolfällung gereinigt. Die gereinigte DNA wird per DNA-Sequenzierung im Hochdurchsatz sequenziert. Da die ermittelten Sequenzen der cDNA derjenigen der RNA entsprechen, wird somit die Sequenz aller RNA ermittelt, die zuvor anhand der spezifischen Bindung an ein bestimmtes Protein mitaufgereinigt wurden.
ICLIP besitzt Ähnlichkeiten mit der CLIP-Seq, der PAR-CLIP, ist allerdings mit 64 Reaktionsschritten deutlich aufwändiger. Im Vergleich kann sie das quervernetzte Nukleotid jedoch direkt nachweisen. Durch die SDS-PAGE erfolgt eine zusätzliche Proteinreinigung, was die Menge an kontaminanter und unerwünschter RNA bei der RT-PCR mindert, die zur Ermittlung falsch positiver Sequenzen führen.